# Danupayan
Danupayan is een bestuurslaag in het regentschap Temanggung van de provincie Midden-Java, Indonesië. Danupayan telt 2690 inwoners (volkstelling 2010).